# 女騎士さん、ジャスコ行こうよ
『女騎士さん、ジャスコ行こうよ』（おんなきしさん、ジャスコいこうよ）は、伊藤ヒロによる日本のライトノベル。MF文庫Jにより2014年9月から2015年9月まで刊行された。イラストは霜月えいとが担当。
メディアミックスとして、月刊コミックアライブにて2015年9月号より888によりコミカライズされた。

## あらすじ
とあるど田舎、平家町に住む普通の高校生、瀬田麟一郎はある日、夜の田んぼで行き倒れているお姫様、ポーリリファと彼女に仕える女騎士、クラウゼラを発見する。二人はなんと異世界《魔法地平（シーズヘッド）》から命からがら逃れてきたと言い出す。

## 登場人物

### 瀬田家
瀬田 麟一朗（せた りんいちろう）
本作の主人公。16歳。平家町に住む普通の高校二年生。非常に鈍感で他者の好意にまったく気づかない。真面目なツッコミ役でもあるが根は結構スケベ。容姿に関しては「イケてない」と周囲に評されているが、一方で化粧映えする顔立ちをしており女装が似合う。
元々は東京に住んでおり、両親の都合で田舎に移住したことで田舎を嫌っていた。悪徳企業に唆されて住民たちを裏切ってしまったがすべてが終わった後に快く許され、以降は少しだけこの町が好きになっている。
戦闘能力は持たないもののクラウの心の支えとなって彼女を立ち直らせたり、敵の陰謀や仲間の危機には身体を張って駆けつけるなど男気を見せることも。
1巻ではかつて悪徳企業に加担した後ろめたさからポー姫の暴走を止められず、流されるままジャスコ建設派の一員となってしまう。平家町の人々を敵に回してしまったが迷いを振り切り、戦うのを嫌がるクラウを説得して立ち直らせ、ポー姫の暴走を阻止するのに一役買った。
2巻では文部科学省率いる「ブルマー狩り部隊」と宇宙騎士メタルーナKL957の連合軍と敵対。国家権力が相手のため大人が戦線に加わると都合が悪くなるので、ブルマーを守るためという名目で反乱を起こした少年少女たちの一員として戦線に立つ。メタルーナKL957とクラウの戦いの最中、セシミリルがクラウを庇って狙撃された時は「死んだ」と勘違いし、空気を読んだクラウに本心と本来の実力を引き出させた。戦いが終わった後には勘違いしていたのが自分だけだと知りきまりが悪くなっていた。
幼少の頃、両親と共に祖母のもとへ泊りに来た際に水神ハイドォラが虐められていた現場に居合わせ、いじめっ子たちから彼女を護ったことがある。その時からハイドォラには好意を持たれている。その事実を知らないままハイドォラのファンクラブ（会員ナンバー8番）に入っていたが、3巻にて彼女が婚約者とのお見合いをすると聞き、ファンクラブ会員たちと共に妨害作戦を結構。みやを始めとする女子たちの妨害もあったがお見合いの場に乗り込み、婚約者ジョー・アップグレードと対峙。「自分が結婚したいからお見合いを止めようとしている」と指摘され迷いを見せる。直後に現れた会員たちも彼を裏切りお見合い肯定派となっていた。そんな中で「おもいやり」という幻聴（実際は他人の会話）を聞き、ハイドォラの気持ちこそが大事だと彼女の意志を問うが、そこへ黒幕である源義経が現れる。結果的に麟一郎の言葉に感銘を受けたジョーが味方に回り、ポー姫の策略も成功し義経を追い払い事態を収束に導いた。この時の麟一郎は女装しているためジョーから男子とは見られず、友情にアツい様を見て「2番目に好きになった」と告白を受けている。なお、一番目は麟一郎の祖母である。
クラウ / クラウゼラ・ルー・コトヴィック
本作のヒロイン。16歳。《魔法地平》（シーズヘッド）に存在する国家『イース神聖連合王国』の女騎士だったが、ポー姫と共に亡命し地球の田舎町「平家町」へと落ちのびる。
当初は右も左もわからない田舎町でポー姫を守ろうとするあまり麟一郎を警戒していたが、裸を見られたのを皮切りに彼に好意を持つようになる。祖母・トメ子とは密約を交わし、家事を行うことでご褒美チケットなるものを賜り麟一郎の箸をしゃぶったりするなどのヘンタイ行為に及んでいた。この性癖は姉であるセシミリルも同様。
元の世界では貴族出身の騎士（ローズバド）として名を馳せており、武器である戦剣（ローゼウム）を引き抜けば比喩抜きで一騎当千の実力を誇る。戦剣の正式名称は「灼光の星百合（リル・ゼ・アウラトウムス）」。そのことから異名は「白百合の騎士（ルー・アウラトウム）」。
1巻ではポー姫から勧められた「低価格の女騎士エロゲー」をプレイした結果、「女騎士はオークに弱い」と思い込んでしまいオークが怖くなっていたが密かに別のフルプライスの女騎士エロゲーをプレイしたことで耐性をつけていた。しかし平家町の人々や自然と触れ合ったことにより戦いに明け暮れていた自分の生き方に疑問を持ち始め、終盤までオーク恐怖症の振りをして戦うのを避けようとしていた。しかしポー姫が平家町にジャスコを建てるため町民を敵に回してでも敢行しようとしたため町民たちと敵対。命令されるまま戦おうとするが、麟一郎から「田舎の人々を傷つけるのは間違っている」と諭され、「地球の騎士は主君が間違っていたら正すもの」と聞き反旗を翻す。最強の戦士の一角ダイナマイトジョニーとの一騎討ちに勝利しポー姫の暴走を止めた。
2巻では生き別れになった実の姉セシミリルと再会。戦争の直前で姉が逃げたためコトヴィック家は汚名を被り、クラウは信頼を取り戻すために戦剣を振っていたことが明かされた。そのこともありセシミリルのことは毛嫌いしていたが、ファウを拉致するために現れた銀河帝国の刺客メタルーナKL957との戦いでクラウを庇って姉が負傷。「死んだ」と勘違いした麟一郎を気遣い、空気を読んで「お姉ちゃん」と叫んでいた。不調だったためメタルーナKL957には圧されていたが姉の犠牲により迷いを振り切り、本来以上の力を引き出して再戦。セシミリルと同じ防御技でメタルーナKL957の二刀攻撃を捌き、勝機を得て討ち倒した。不調の原因は厚着していたためで体調を崩していたのだが、厚着の理由は「ズボンの下に麟一郎のトランクスを穿いていた」のをバレないようにするためだった。以後はセシミリルの対する態度も若干軟化しており、いつかは許す時が来ると麟一郎には語られている。
3巻ではポー姫とセシミリルの謀略で芸能界の闇（の一端）を知り、心が荒んで癒しを求めて動物たちに強い興味を示すようになった。その延長でホタール（ホタル）を見たいと考えるが平家町には存在しないため、町役場で始めた「ホタル育成事業」にアルバイトとして参加。しかしホタルを繁殖させるためには他のドブ川の生物を駆逐する必要があることを聞き、（自称）昆虫学者である源シズカ（源義経）から強引に決行を命令されてしまう。責任感と罪悪感の狭間で苦しんでいたクラウだがモテモテ仙人との会話により自分が本当に守りたいものを見出し計画への加担を見送った。
最終巻では卑弥呼こと若き日のトメ子と戦うことに。剣がなかったため不利だったものの、彼女の正体が《魔法地平》のエルフだと知ると麟一郎を裸に剥き、卑弥呼に鼻血を噴き出させることで勝利した（《魔法地平》の人間は興奮すると漫画のように大量の鼻血を出すため）。
ポー / ポーリリファ・ルーカ・アデルベーン・ジャッセン
もう一人のヒロイン。『イース神聖連合王国』の生き残り。8歳。通称「金鳳花の君」。日本のサブカルチャーに染まり都会に憧れ、ジャスコが大好きなお姫様。百合を思わせるところがありクラウにセクハラ染みた真似をたびたび行っている。
目立ちたがりで我侭で勘も鋭く、また目的のためには悪知恵も働かせる小悪党。セシミリル曰く「ずる賢くてこすっからいタイプの悪ガキ」。3年前までは愛らしい5歳児だったらしい。またエロゲーで得た知識によりオークは野蛮と思い込んでいる（実際は紳士的な種族だという）。
1巻では亡命先である地球のサブカルチャー（エロゲーや同人誌など）に強い興味を示し、平家町が田舎立ちしらないまま都会と思い込んでいたが真実を知りショックを受ける。そこで麟一郎から「いわゆるジャスコ（別のショッピングモール）」に連れていかれ、オーナーであるダイナマイトジョニーと出会い、平家町にジャスコ2号店を開く計画を知り協力を決意。ほぼ全員の町民が反対する中ダイナマイトジョニーを奮起させ、麟一郎まで巻き込んでオーク軍団を率いて町民たちとの全面戦争を行う。最終的には最強であるダイナマイトジョニーがクラウに倒されたことでオークたちは撤退し、計画は頓挫。反省した振りをして謝罪し町民たちから許されたが、ジャスコには未練がある様子。
瀬田 トメ子
72歳。本名は2巻で判明。泰然とした女性で意地の悪い部分を持つ。彼女からすれば麟一郎は次男（息子）の子に当たるという。嫁いびりが夢だったらしいが、長男の嫁は非の打ち所がなく、次男の嫁は腕っ節が強かったという理由で諦めていたが、ほどほどに家事が下手なクラウに希望を持ち嫁として扱っている。宮籐家の祖母とは昔不良同士だった関係で仲が悪く、麟一郎をみやにやるつもりはない旨を話している。
オークの一隊を率いる企業の社長・ダイナマイトジョニーに一目惚れされたらしく毎日のように会いに来られており、祖母もまんざらでもない様子。
実はエルフの女性であり、外見は10歳前後の少女。麟一郎は今までその事実に気づかず、3巻終盤にてポー姫に指摘されて初めて気づいた。
漫画版では、当初は普通の人間の老婆として描かれていたが、最終話にて「麟一郎の思い込みが反映された姿」だったことが判明し、原作通りエルフの姿で描かれた。ポー姫の「いわゆるジャスコ」建設の暴走を止めるべく駆けつけ説教をして謝らせた。この際ダイナマイトジョニーに見初められているが、説教中だったこともあってか特に相手にしていない。

### 宮籐家
宮籐 みや（みやとう みや）
平家町に住む普通のツンデレJK。16歳高2。父は地元を支える小規模スーパー「ミヤヤマート」を経営している。そのため豪邸とは言えないが家は大きい。
麟一郎のことが好きだが肝心の彼はみやの好意にまったく気づいていない。同じく麟一郎に好意を寄せるクラウを一方的にライバル視している。しかし3巻では、イケメンのジョー・アップグレードに心奪われ麟一郎の相手をしなくなった。4巻ではまた彼に対する好意を取り戻しているが、クラウに対して「ただ結婚したいだけだから麟一郎に迫っている」と言い放つ。このことはクラウの心をいくらか傷つけ、最後まで二人が和解することはなかった。
ファウ
銀河広域軍事帝国ハーストゥールの第8皇女。7歳小1。いつも眠そうな顔をしているが元からこういう顔らしい。
権力闘争に敗れ平家町へと亡命し、現在はみやの家に居候している。みやのことを友達と思っており彼女を助けようとする意志は強い。同じ小学校に通うポー姫とは親友の間柄。
ゐー大臣
ファウの側近。球体状のロボットに脳みそが移植された姿をしている。礼儀正しい性格で、普段はミヤヤマートでレジ打ちをしているらしい。1巻のみ登場し、以降は名前だけ語られる。
多脚型歩兵種（マーシアン）
タコ型の宇宙人。光線銃（でらめーたー）を武器にファウの護衛を務める。意志疎通はできるが「キュピーキュピー」としか喋れない。
宮籐 浩二（みやとう こうじ）
52歳。平家町唯一のスーパー・ミヤヤマートの経営者でみやの父親。若い頃はビジュアル系バンドで活動していた。
娘のみやはもとよりファウのことも可愛がっている。娘の気持ちは知っているらしく麟一郎が婿に来るのを認めるような発言もしていた。
当初はダイナマイトジョニーの「いわゆるジャスコ」建設に反対していたが、4巻にて手厚い保証を受けられるのと、新店舗の宣伝ソングの作成を依頼されノリ気になっている。

### 海底国家アトランティス臨時神殿政府
水神 ハイドォラ（みなかみ ハイドォラ）
1巻から登場。巨大なイソギンチャクのような姿をした触手生物（女性）。「キシャー、シュルル」としか喋れないが意思疎通が可能で、なぜか町民たちは彼女の言葉を理解できる。漫画版では一度だけ台詞付きで表現されたことがあり、その際は敬語だった。
見た目とは裏腹に清楚かつ友達想いであり、周囲からは「美少女」として好かれている。これらのことから学園のマドンナ的存在であり、麟一郎やケプリ先輩などファンクラブができている他、男女問わず町民たちからも好かれている。クラウからも苦手意識を持たれていたがすぐに仲良くなった。実力も非常に高く、クラウが実力で勝てなかった数少ない人物の一人。
旅館兼料亭「みなかみ」の女将という顔も持つ。実は銀行に借金があり、その銀行がダイナマイトジョニーのメインバンクという繋がりがある。
3巻ではダイナマイトジョニーに恩を売ろうと源義経により政略結婚を仕組まれてしまい、お見合いの体でダイナマイトジョニーの娘ジョー・アップグレードと結婚させられそうになったが、麟一郎やポー姫の尽力により義経は撤退を余儀なくされ悪事も暴かれた。実は小学生の頃は同級生たちから「化け物」と悪質ないじめを受けていた過去がある。当時、両親の付き添いで祖母のもとに遊びに来ていた麟一郎に助けてもらったことがあり、その時から彼に好意を抱いている。ハイドォラは「麟一郎は当時のことを覚えていない」と思っているが、実際は麟一郎も当時のことを覚えていた。
原作1巻のエピソードを描いた漫画版ではこの設定が用いられ、ポー姫の「麟一郎はハイドォラが好き」というウソを真に受け、みやと仲違いするという展開が描かれた。
萬田さん
海底人の女性。漫画版では容姿は半魚人で、大神官兼番頭という設定。

### その他の人物
ダイナマイトジョニー
暗き森（クエルクス）に住む族長級オークの一人。2000のオークを従え、その実力はクラウほどではないが騎士に匹敵するほど。見た目とは裏腹に礼儀正しく腰も低い。
10年前に地球へと渡り、そこで苦労をしつつも別の町にショッピングモール・ダイナマイトジョニーを立ち上げ社長となった。麟一郎の祖母・トメ子に一目惚れしており半ば恋人同士のような関係となる。オークたちの反乱に参加したもののポー姫に対する敵意はなく、飽くまでも同族たちに対するつき合いによるもの。そのためすぐに和解し、ポー姫たちの協力者となった。
1巻では平家町にダイナマイトジョニー（通称「いわゆるジャスコ」）をオープンしようとするが、町民たちの猛反対に遭い一度は諦めた。しかしポー姫に唆され2000のオークを率いて強引にダイナマイトジョニーを建設しようとしてしまう。最終的には麟一郎の説得によりポー姫に反旗を翻したクラウと戦うこととなった。クラウがオーク恐怖症を克服したこと動揺し、先に仕掛けた隙をつかれて敗北した。漫画版ではクラウと戦う前にトメ子に説得され、騒動を収めるために手を抜いて負けを演出したという設定になっている。この時にトメ子に言い寄っているがポー姫への説教中ということもあってか相手にされていない。
最終巻では卑弥呼の正体がトメ子だと知ると「物凄い年の差（1800歳近く）」であることにショックを受け戦意喪失となってしまう。卑弥呼が破れた後は立ち直り、彼女を叱咤して「ジャスコは人々に笑顔を与えるもの」と説き改心させた。この縁から卑弥呼はダイナマイトジョニーを想うようになり、後に「瀬田トメ子」として彼と出会える日を待ち続けていた。
平 景清（たいらの かげきよ）
落ち武者姿の浪人男性。落ち着いた雰囲気の爽やかな青年で、平家の生き残りであり当時から生き続けている。
エピローグではたびたび黒幕的な位置づけの人物として描かれており、1巻ではポー姫を焚きつけてダイナマイトジョニーの建設を促したことが語られ、2巻では「埋蔵金なんてない」と言い切りながらも密かに探していた。3巻だけは親戚の寄り合いに出席していたため出番はない。
4巻ではついに目的が判明する。平家町を拠点に軍事力を強化し、世界征服するというのが平家の目的であった。平家町で発見された遺跡が邪馬台国のものだと知るとこれを利用しようとするが、ポー姫たちに歴史を変えられて遺跡が消滅しかけたので妨害するべく行動を起こす。あとがきでは2か月前の魔法地平に渡り、ポー姫の兄にオークの反乱を教え、イースの滅亡を阻止することでクラウたちが地球に来ないようにしようとしたが兄が「余程のバカ」だったため失敗した。以降の消息は不明。
太陽神ケプリ先輩
古代エジプトからの亡命者。高3。水神ハイドォラのファンクラブ会長であり、自他共に認める秀才かつイケメン。容姿はおかっぱ頭で褐色肌の男性で、顔に巨大なスカラベ（フンコロガシ）が張りついている。素顔は不明だがツッコミの際はスカラベの方を殴られたりとこちらが本体のような扱いを受けている。
実は幼少期にモテモテ仙人なる人物から教えを受け、「鈍感主人公」を貫きどの女性ともつき合わないように心掛けていた。しかしハイドォラ以外の女性は「キープ」と公言するなど内面は褒められた人格ではないため、ポー姫からは「モテない理由」として遠回しに指摘されている。
漫画版では「麟一郎はハイドォラが好き」という嘘のうわさを真に受け、怒りの余り麟一郎を追いかけ回していた。
キザクラ
河童の少女。中2。気の強い不良少女でキュウリが大好物。台詞の後に「誰かキュウリ持ってない？」と毎回口にする。キュウリは食べるのではなくクレジットカードで細かく刻み、粉末状にした後札束をストロー代わりにして鼻から吸う。禁止行為らしく作中ではたびたび指摘されている。
千佳先輩
地底民族（モグラニアン）平家町独立管理区の一人。高3。漫画版ではやや大きめなモグラとして描かれている。

### 2巻の登場人物
セシミリル・ジルー・コトヴィック
スペース騎士を名乗る宇宙からやってきた女性。19歳。普段はフルフェイス型のマスクを身につけており素顔を隠している。97センチのGカップと作中屈指の巨乳。また同性愛者でありヘンタイである。クラウゼラと同じ技を使い、彼女以上の使い手。当初は平家町の校庭に現れ、ここに埋まっている埋蔵金を掘り出した後、地球を侵略して人類を滅ぼすと通告。実は宇宙テレビ局に企画を持ち込むプロデュース業も兼任しており、その関係で大量に発注してしまったスコップを売りさばくために「埋蔵金がある」と信じさせるための芝居であった。しかし平家町の子供たちが一生懸命争って埋蔵金を掘る様がなかなかの高視聴率を記録したので、そのまま平家町の住民たちと和解し本格的にテレビ番組として放送することとなった。
その正体は3年前に行方不明になったクラウゼラの姉。戦闘兵器として過ごす日々に嫌気が差し、魔法地平から亡命し紆余曲折を得てスペース騎士になったという（紆余曲折の部分は省略されているので因果は不明）。亡命した影響でコトヴィックの名に傷がつき、更には度重なるセクハラにより評判を落としていたこともありクラウゼラには蛇蝎の如く嫌われていた。ミドルネームの「ジルー」とは「家督相続権を持たぬ自由騎士」を意味する。
2巻の終盤のKL957との戦いでクラウゼラが受けた不意打ちを庇い負傷してしまう（痛くて動けないだけで命に別状はなかった）。それを見て死期が近いと勘違いした麟一郎を気遣ったクラウゼラから「お姉ちゃん」と呼ばれ、セシミリルもまた自分が亡命した本当の理由を語った（妹からは、セクハラで処罰されるのを恐れて逃げたと思われていた）。立ち直ったクラウゼラは姉の技を用いてメタルーナKL957の二刀流を破り勝利した。その後は番組の放送も終わり、朧気ながらもクラウゼラと和解して立ち去って行った。変態的な性癖の持ち主ではあるもののクラウゼラのことは姉として愛していた。
直接の登場は2巻で終わりだが、3巻の冒頭にはポー姫と組んでクラウゼラを宇宙に拉致し、無理やりアイドル業をやらせようとして失敗したことが語られた。
メタルーナKL957
セシミリルが連れてきたスペース役者。宇宙の悪役専門のプロダクションから派遣されてきた。またセシミリルの古い知り合いでもある。「顔は怖いがイイ声を出す」と評判であり、作中でも彼の台詞は太字のフォントで表示される。当初はクラウゼラに襲い掛かり、追い詰めたところをセシミリルが庇うことで和解を促すという作戦だったがクラウゼラにあっさりと敗れる。その後、「文部科学省のブルマー狩り部隊」の協力者（扇動者）として再登場。平家町で未だに続けられているブルマーの着用の廃止と、その姿を世間に映し出すテレビ番組の中止を求めてくる。
実は傭兵専門の宇宙騎士であり、現在は銀河広域軍事帝国ハーストゥールの諜報員として活動していた。文部科学省を方便（と技術の提供）で操った後、ファウを拉致するのが目的だった。なおメタルーナとは「二足歩行型重装歩兵種」のことで、銀河全域で使われている量産型のクローン歩兵種を指す。駆けつけたクラウゼラと再度戦うこととなるが、今度はパワードスーツに身をまとい、レーザー剣の二刀流により彼女を追い詰める。大量生産されたKL957の中でも唯一宇宙騎士の称号を持ち、同属の中でも最強と言われている（ただし道具に頼り過ぎのため素手の実力は今一つ）。スーツと二刀流の剣技によってクラウゼラを寄せ付けない実力を見せるが、クラウゼラが厚着をやめ（中に麟一郎のトランクスを穿いていたので隠していた）、更にはセシミリルへの誤解が解けたことで形勢逆転される。二刀流を姉の技を用いたクラウゼラに破られ、一瞬の隙をつかれて敗北した。
メタルーナDU021
メタルーナKL957の子分にして相棒。重装歩兵種として製造されながら狙撃の名手として知られる。不意打ちでクラウゼラを狙った際にセシミリルが庇ったため、意図しない形で姉妹の和解を促すこととなった。直後にクラウゼラによって倒されてしまう。なお、メタルーナKL957自体は「騎士道に反する行為をした」として相棒の不意打ちをクラウゼラに謝罪している。

### 3巻の登場人物
源 義経（みなもとの よしつね）
美形の男性。当初は昆虫学者として現れ女装していた。偽名として源静香を名乗っていたが、変装に関しては麟一郎曰く「下手の横好き」。正体は源義経であるが、正体がバレそうになると武蔵坊から暴力を振るわれる演技をされる（ボコボコにされるのでかなりの痛手をこうむるが）。
実は平家町のライバルである源氏町からの刺客。市役所のホタル育成に協力する昆虫学者を名乗り、「ゲンジホタル（という名の巨大昆虫兵）」の食糧が補給できるように準備をしていた（クラウゼラを騙してその準備を手伝わせていた）。そして数百のゲンジホタルを用いて平家町に攻め込み乗っ取るつもりでいた。その延長でお得意様であるジョニーに恩を売るべく、彼の娘の婚約が上手くいくように水神ハイドォラに政略結婚を強いていた。
しかし、計略はいずれも失敗。ハイドォラの見合いは麟一郎の突入によってご破算となり、その友情に駆られたハイドォラとジョー・アップグレードに反旗を翻され戦うこととなる。弁慶との連携で二人を圧倒するも、ポー姫が連れてきた数千のゾンビ軍団によりゲンジホタルの群れは駆逐され、さらにはポー姫が「源義経そっくりじゃのう？」と言ったことで武蔵坊が上記の演技をしたため足腰立たないほどボコボコにされたことで戦闘不能となり敗北した。去り際に何度でも平家町の侵攻を続けると捨て台詞を吐くが、実は麟一郎たちがファウ皇女から借りた隠しカメラでこれまでの経緯を撮影し、町中に報道していたため正体と目的が知られることとなり完全敗北しているが本人だけ気づいていない。
武蔵坊 弁慶（むさしぼう べんけい）
源義経の相棒にして従者。非常に高い実力の持ち主であり、二人揃えば無敵と義経は述べている（実際に二人でクラウゼラに勝っている）。普段は「ウガー！」としか喋らないが人語も発することができる。その際は、台詞は全部カタカナになる。義経の敗北により共に撤退していった。

### 4巻の登場人物
卑弥呼（ひみこ）
本作における最終的な敵。邪馬台国を支配する少女。権力欲と支配欲に塗れた人物で、何もかも自分の思い通りにいかないと気が済まないという我侭な性格。1800年前、平家町があった場所にジャスコを建造しようとして、環境が乱れることを危惧した反対派（水神ダーゴンら）と敵対している。
その正体は1800年前に存在していた「瀬田トメ子」。実は魔法地平からやってきたエルフであり、光属性の魔法の使い手。全力を出せば都を一瞬にして焦土に変えられる。終盤でクラウゼラとの戦いとなり、鏡を利用した光属性魔法で部下諸共滅殺しようとするが、麟一郎とポー姫の活躍によって無力化された。そして自らの正体を明かしたことが仇となり、クラウゼラによってひん剥かれた麟一郎の裸を見て興奮したことで大量の鼻血を噴出し、出血多量により戦闘不能となった（魔法地平の人間は興奮の度合いによって鼻血を大量に出すため）。その後、ジョニーから平手打ちを受け、「ジャスコとは人々を笑顔にさせるもの」と説得され考えを改める。水神らにも配慮を行った上で彼らと協力しジャスコを建設することを決意した。この出来事から「瀬田トメ子」はダイナマイトジョニーと再会できる日を待ち続けていた。そのことを知った麟一郎も、もう二人の関係に対するわだかまりはなくなった。
水神ダーゴン
水神ハイドォラの祖先。容姿は彼女とほとんど変わらないが、麟一郎には「触手の化け物」にしか見えず嫌悪されていた。一人称は「僕」で、当初は男性としてミスリードされており、ポー姫に気があるように思われていたが、実際は女性であり麟一郎に惚れていた。
戦闘能力は高くアトランティスの守護者として慕われている。麟一郎も少しずつ見直していった。

## 既刊一覧

### 小説
| 巻数 | タイトル                       | 発売日        | ISBN              |
| ---- | ------------------------------ | ------------- | ----------------- |
| 1    | 女騎士さん、ジャスコ行こうよ   | 2014年9月24日 | 978-4-04-066993-9 |
| 2    | 女騎士さん、ジャスコ行こうよ 2 | 2015年1月22日 | 978-4-04-067347-9 |
| 3    | 女騎士さん、ジャスコ行こうよ 3 | 2015年5月25日 | 978-4-04-067648-7 |
| 4    | 女騎士さん、ジャスコ行こうよ 4 | 2015年9月25日 | 978-4-04-067771-2 |

### 漫画
| 巻数 | タイトル                       | 発売日        | ISBN              |
| ---- | ------------------------------ | ------------- | ----------------- |
| 1    | 女騎士さん、ジャスコ行こうよ 1 | 2016年1月23日 | 978-4-04-067876-4 |
| 2    | 女騎士さん、ジャスコ行こうよ 2 | 2016年9月23日 | 978-4-04-068549-6 |

## その他
発売にあたり編集者がイオンに「ジャスコ」の名称使用の許可を取ったところ、「『ジャスコ（JUSCO）』の名称は現在使用していないため問題ない」との回答があったと明かしている。